# Biedrusko
Biedrusko este o arie protejată (sit de importanță comunitară — SCI) din Polonia întinsă pe o suprafață de 9.938,09 ha, integral pe uscat.

## Localizare
Centrul sitului Biedrusko este situat la coordonatele 52°33′52″N 16°54′14″E / 52.5645°N 16.904°E.

## Înființare
Situl Biedrusko a fost declarat sit de importanță comunitară în aprilie 2004 pentru a proteja 9 specii de animale.

## Biodiversitate
Situată în ecoregiunea continentală, aria protejată conține 16 habitate naturale: Vegetație psamofilă uscată cu pășuni deschise de Corynephorus și Agrostis, Lacuri eutrofice naturale cu vegetație de tip Magnopotamion sau Hydrocharition, Râuri cu maluri nămoloase cu vegetație de Chenopodion rubri p.p. și Bidention p.p., Pajiști uscate europene, Pajiști calcaroase din nisipuri xerice, Pajiști uscate seminaturale și facies de acoperire cu tufișuri pe substraturi calcaroase (Festuco-Brometalia) (* situri importante pentru orhidee), Formațiuni ierboase bogate în specii de Nardus, dezvoltate pe substraturi silicioase în zone montane (și în zone submontane, în Europa continentală), Pajiști cu Molinia pe soluri calcaroase, turboase sau argilos-nămoloase (Molinion caeruleae), Liziere de ierburi înalte hidrofile de câmpie și de nivel montan până la alpin, Fânețe de joasă altitudine (Alopecurus pratensis, Sanguisorba officinalis), Mlaștini turboase de tranziție și turbării mișcătoare, Păduri de stejar și carpen Galio-Carpinetum, Păduri acidofile de stejar bătrân cu Quercus robur pe câmpii nisipoase, Păduri aluvionare cu Alnus glutinosa și Fraxinus excelsior (Alno-Padion, Alnion incanae, Salicion albae), Păduri mixte riverane de Quercus robur, Ulmus laevis și Ulmus minor, Fraxinus excelsior sau Fraxinus angustifolia, de-a lungul marilor râuri (Ulmenion minoris), Păduri stepice euro-siberiene cu Quercus spp..
La baza desemnării sitului se află mai multe specii protejate:
- amfibieni (2): buhai de baltă cu burta roșie (Bombina bombina), triton cu creastă (Triturus cristatus)
- mamifere (1): castor (Castor fiber)
- nevertebrate (6): croitorul mare al stejarului (Cerambyx cerdo), fluturele auriu (Euphydryas aurinia), fluturele purpuriu (Lycaena dispar), Ophiogomphus cecilia, Osmoderma eremita, Vertigo angustior